# Блари
Блари (фр. Blaru) је насељено место у Француској у региону Париски регион, у департману Ивлен.
По подацима из 2011. године у општини је живело 927 становника, а густина насељености је износила 62,47 становника/km².

## Демографија
| 1962. | 1968. | 1975. | 1982. | 1990. | 2011. |
| ----- | ----- | ----- | ----- | ----- | ----- |
| 434   | 418   | 512   | 628   | 745   | 927   |